# Srbska akademija znanosti in umetnosti
Srbska akademija znanosti in umetnosti (srbsko Српска академија наука и уметности / Srpska akademija nauka i umetnosti - САНУ / SANU) je najvišja narodna znanstvena in umetnostna ustanova Srbije, ki združuje vrhunske srbske znanstvenike in umetnike, člane akademije. Je srbska narodna akademija. 

## Zgodovina
Akademijo so ustanovili leta 1886 pod imenom Srbska kraljeva akademija. Leta 1947 so jo preimenovali v Srbska akademija znanosti. Leta 1960 je dobila sedanje ime.
Srbska skupščina je 1. novembra 1886 izglasovala zakon o ustanovitvi Akademije, srbski kralj Milan Obrenović IV. pa ga je potrdil. Zakon se je imenoval »Osnovni zakon Kraljevsko-srbske akademije« in je odrejal, da prve akademike izbira kralj, nato pa akademiki sami.
Prvih 16 akademikov je kralj Milan imenoval 5. aprila 1887. Tedaj so obstajali 4 oddelki akademije, oziroma kot so jih tedaj imenovali »strokovne akademije«. Vsaka je na začetku dobila štiri redne člane.

## Člani
Člani akademije so lahko redni, izredni ali dopisni (slednji so lahko tudi nesrbskega rodu), njihovo delovanje je organizirano v skupinah (razredih), glede na znanstveno ali umetniško področje iz katerega izhajajo. Člane te ustanove imenujejo akademiki, člani SANU.

## Predsedniki akademije
Od nastanka (tedaj Kraljeve) akademije leta 1887 se je do danes zvrstilo 21 predsednikov te ustanove:
- 1887 - 1888: Josif /Josip Pančić
- 1888 - 1889: Čedomilj Mijatović
- 1892 - 1895: Dimitrije Nešić
- 1896 - 1899: Milan Đ. Milićević
- 1899:        Jovan Ristić
- 1899 - 1900: Sima Lozanić
- 1900 - 1903: Jovan Mišković
- 1903 - 1906: Sima Lozanić
- 1906 - 1915: Stojan Novaković
- 1915 - 1921: Jovan Žujović
- 1921 - 1927: Jovan Cvijić
- 1928 - 1931: Slobodan Jovanović
- 1931 - 1937: Bogdan Gavrilović
- 1937 - 1960: Aleksandar Belić
- 1960 - 1965: Ilija Đuričić
- 1965 - 1971: Velibor Gligorić
- 1971 - 1981: Pavle Savić
- 1981 - 1994: Dušan Kanazir
- 1994 - 1998: Aleksandar Despić
- 1999 - 2003: Dejan Medaković
- 2003- :      Nikola Hajdin